# Schiefer Turm von Thorn

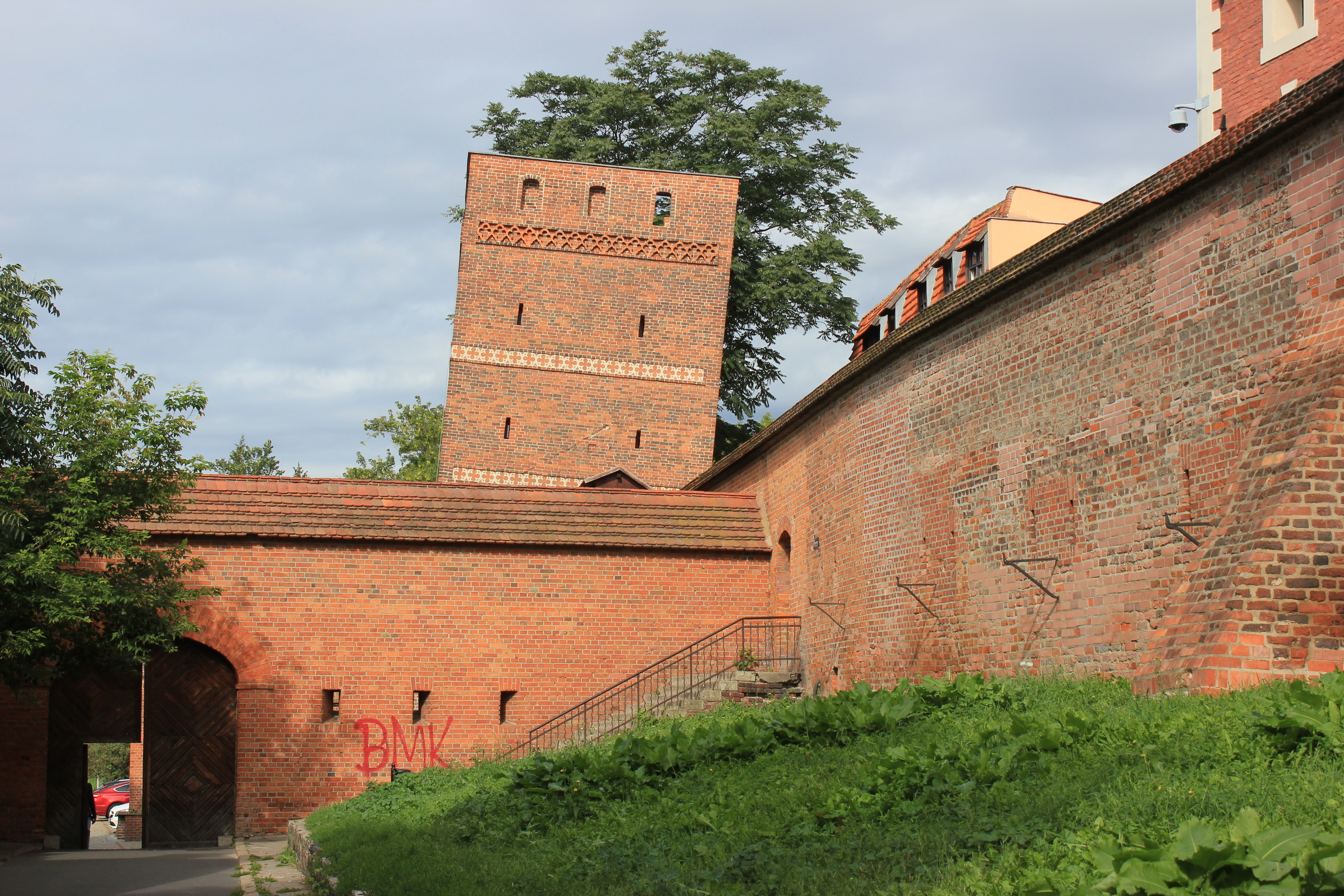
Schiefer Turm in Thorn

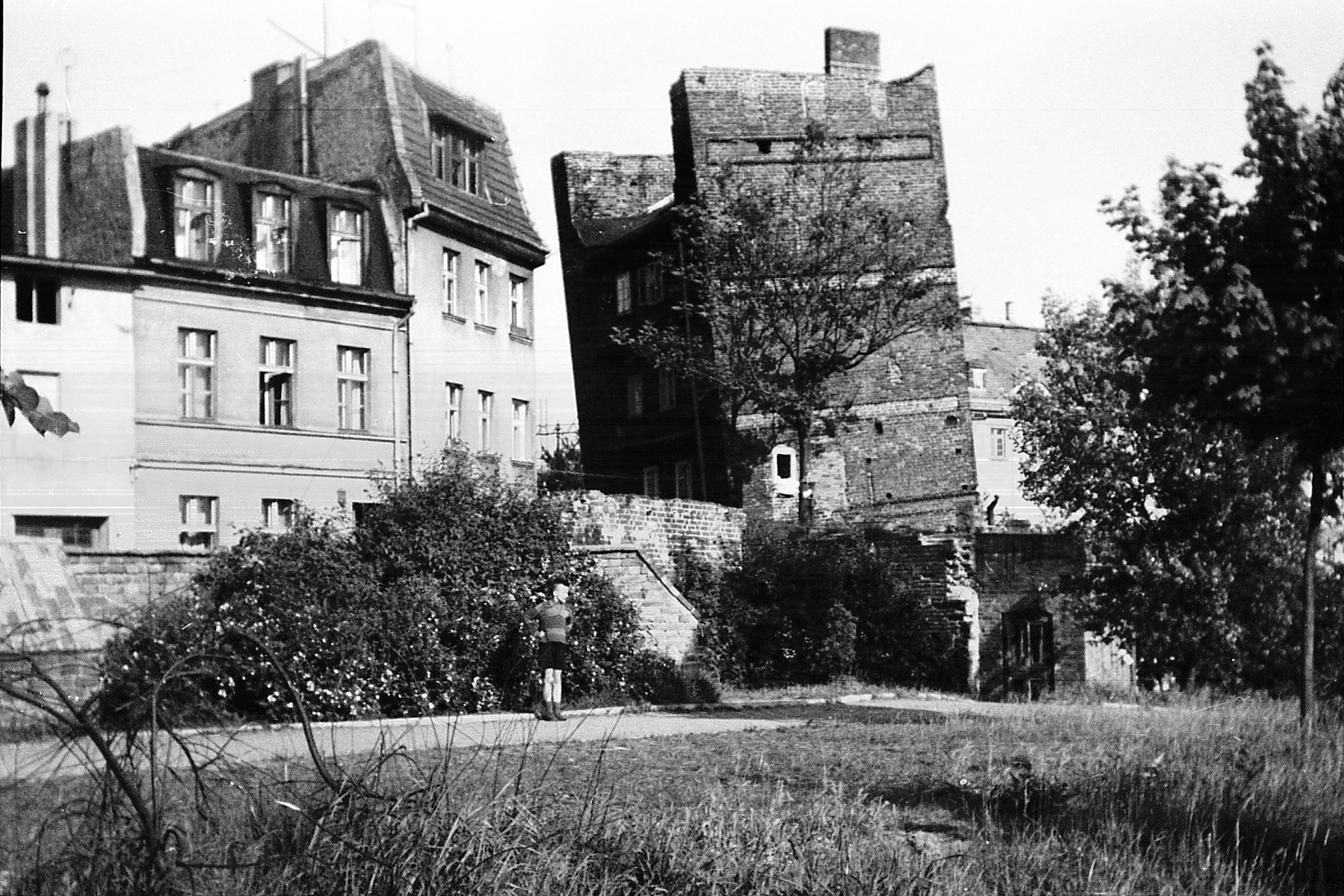
Schiefer Turm in Thorn, 1961

Der Schiefe Turm von Thorn ist ein Element der mittelalterlichen Befestigungsanlagen von Thorn. Er ist um 5°13'15 Grad oder 1,46 m vom Lot geneigt.

## Beschreibung
Der Turm wurde in der zweiten Hälfte des 13. Jahrhunderts als eine quadratische, 15 m hohe Bastei errichtet. Infolge eines Grundbruches begann sich der Turm stadtwärts zu neigen.
Im 18. Jahrhundert wurde der Turm zum Frauengefängnis umgebaut. Im 19. Jahrhundert wurden im Turm eine Schmiede und eine Wohnung für den Waffenschmied eingerichtet. Das gotische Zeltdach wurde durch ein Pultdach ersetzt. Der Turm beherbergt gegenwärtig eine Kaffeestube und einen Souvenirladen. Die Anschrift lautet: ul. Pod Krzywą Wieżą 1.

## Legenden über den Turm

### Legende über die Herkunft des Stadtnamens Toruń
Laut Überlieferung freundete sich im Mittelalter kurz nach der Erbauung ein Turm aus der Stadtmauer mit dem Fluss Weichsel an. Der vorbeifließende Fluss erzählte dem Turm viele interessante Geschichten aus seinem Lauf. Nach einiger Zeit wurde der Turm jedoch neidisch auf die ganzen schönen und bunten Geschichten und bat den Fluss, keine mehr zu erzählen, um nicht noch mehr von seinem Schicksal als unbeweglicher Turm bedrückt zu sein. Die Weichsel jedoch erzählte munter weiter immer wieder neue Geschichten und kam dabei dem Turm, der seine Ohren schon zugehalten hatte, immer näher und näher. Eines Tages kam der Fluss so nah, dass er begann, die Mauern des Turms zu umspülen. Der Turm schrie darauf erschrocken zum Fluss: „Weichsel, Weichsel, komme mir nicht zu nah, sonst falle ich noch um!“ (polnisch: „Wisło, Wisło, nie podpływaj tak blisko, bo ja runę!“) Darauf erwiderte der Fluss: „Dann falle!“ (polnisch: „To ruń!“). Die vom Echo getragene Stimme des Flusses hörten einige Wanderer, die in den nahen Wäldern gerade Rast machten und dabei rätselten, wie diese schöne gemauerte Stadt am Horizont wohl heißen mochte. Sodann trugen sie den Namen „Toruń“ auf ihre Karten ein.

### Legende über die Sünden eines Kreuzritters
Im Thorner Schloss wohnten einst im frühen Mittelalter 12 hohe Kreuzritter aus dem Deutschen Orden. Ein Ritter verliebte sich eines Tages in eine sehr schöne junge Stadttochter, bald trafen sich die beiden verbotenerweise unbemerkt in den Gassen der Innenstadt. Ihr Liebesglück war jedoch nicht von langer Dauer, denn die Anwohner bemerkten ihre Beziehung und verständigten sofort den Rittermeister und die Stadtväter. Beide wurden für ihre verbotene Liebesbeziehung bestraft, sie bekam 25 Peitschenhiebe am Pranger vor dem Rathaus und dem Ritter wurde als Strafe auferlegt, einen Turm zu bauen. Der Turm sollte jedoch so schief sein wie sein Verhalten. Der Turm wurde zum Begriff der Abkehr von (Ordens-)Regeln und stand fortan als Mahnmal, um daran zu erinnern, dass man nicht auf die schiefe Bahn geraten sollte (also alle Regeln und Gesetze befolgen sollte). Bis heute ist die Vorderseite des Turms der Ort, an dem jeder seine „Unschuld“ überprüfen kann. Die „Sünderprüfung“ am Turm wurde zu Tradition bei jeder guten Stadtführung. Dabei werden die Touristen gebeten, sich vor dem Turm mit dem Rücken zur Wand zu stellen, dabei müssen ihre Füße zusammen sein und der ganze Körper von den Fersen bis zum Hinterkopf muss die Mauer berühren, Arme nach vorne ausgestreckt. Nur diejenigen, die ihr Gleichgewicht halten können und mindestens für ein paar Augenblicke nicht nach vorne fallen, gelten laut Legende als gute Brüder bzw. sind keine Sünder.
Diese Legende wurde zum festen Element in der interaktiven Darbietung über Thorner Geschichten und Legenden im Thorner Legendenhaus.

## Fotos

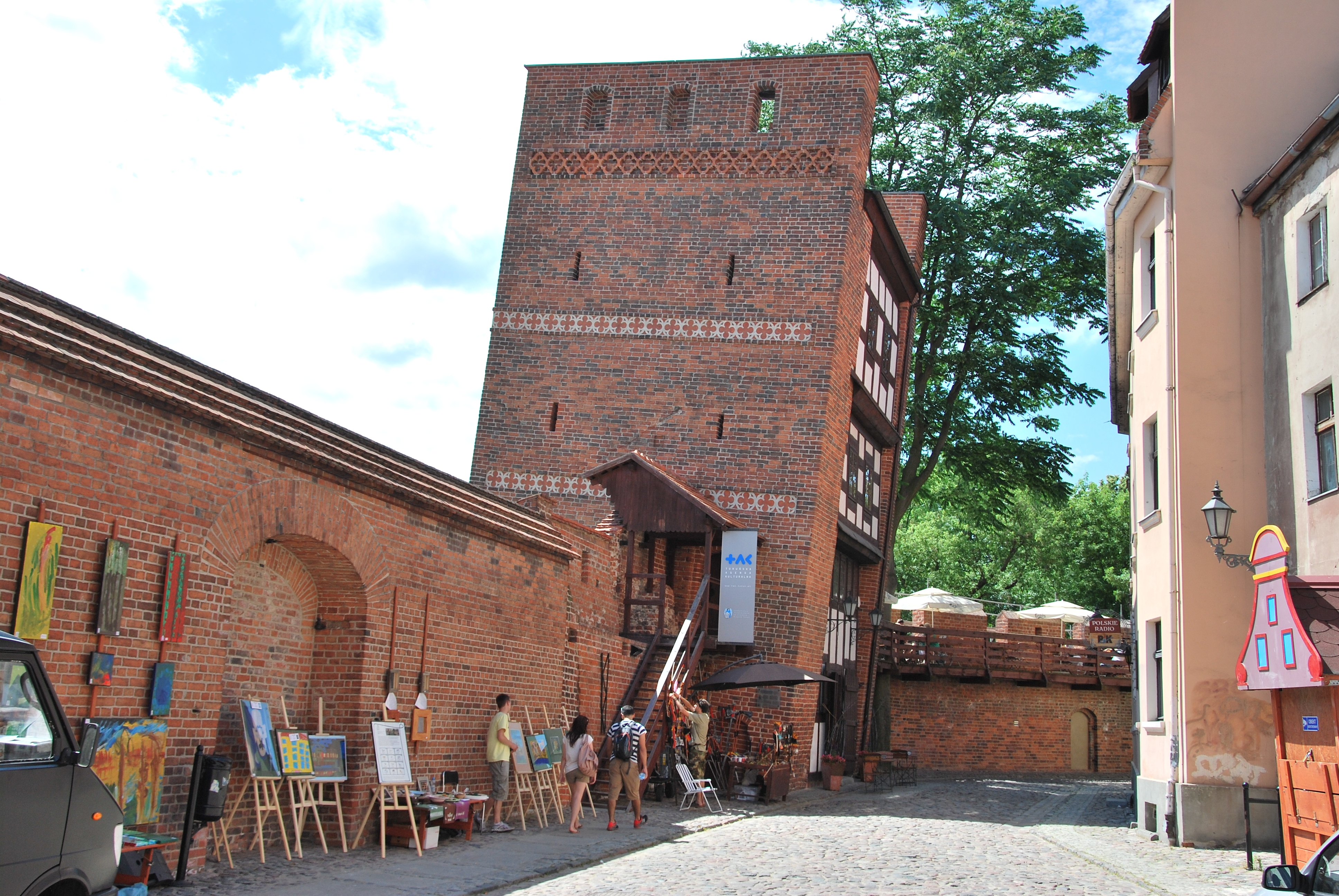
Ansicht Westseite
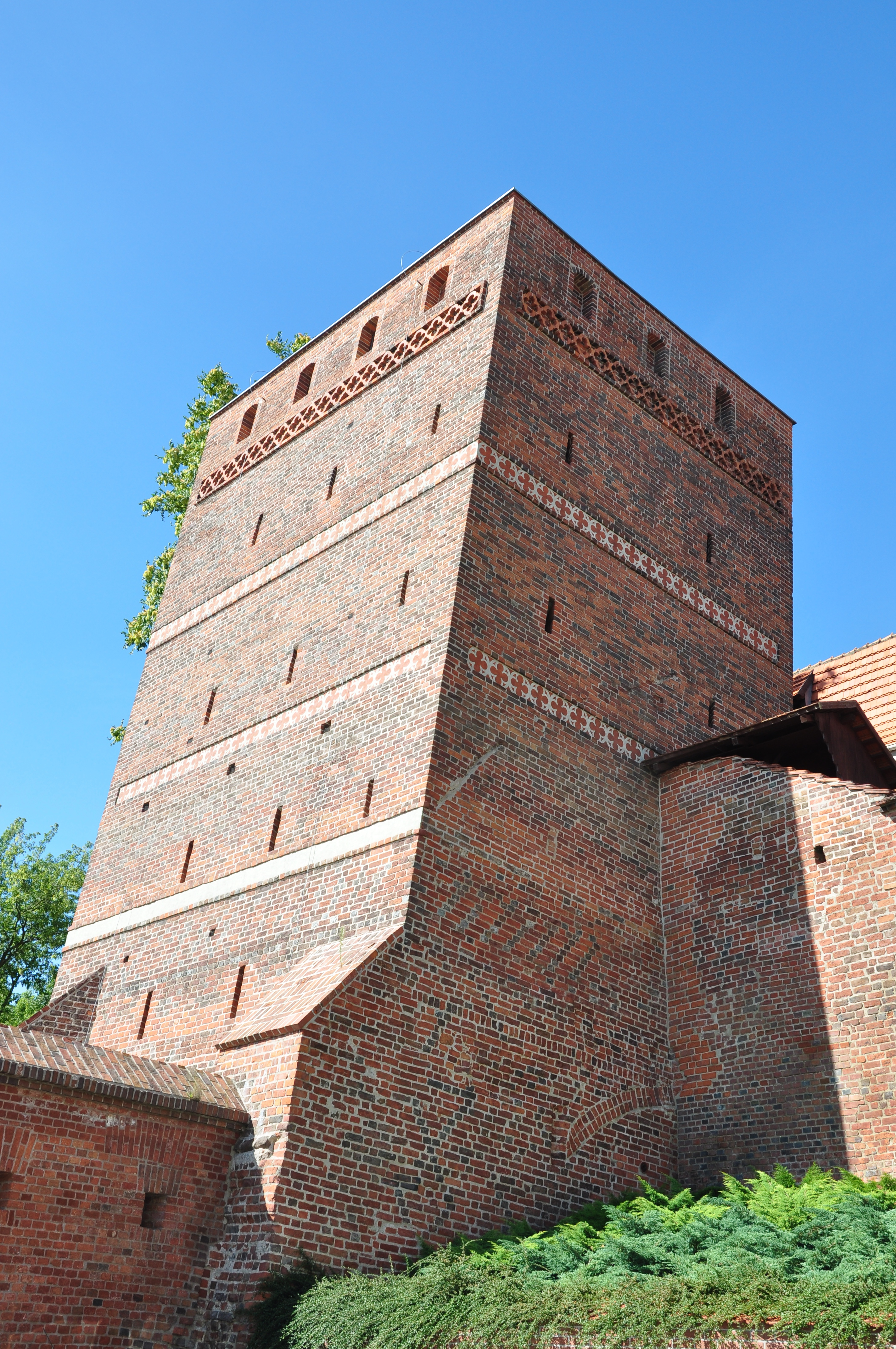
Ansicht Südseite
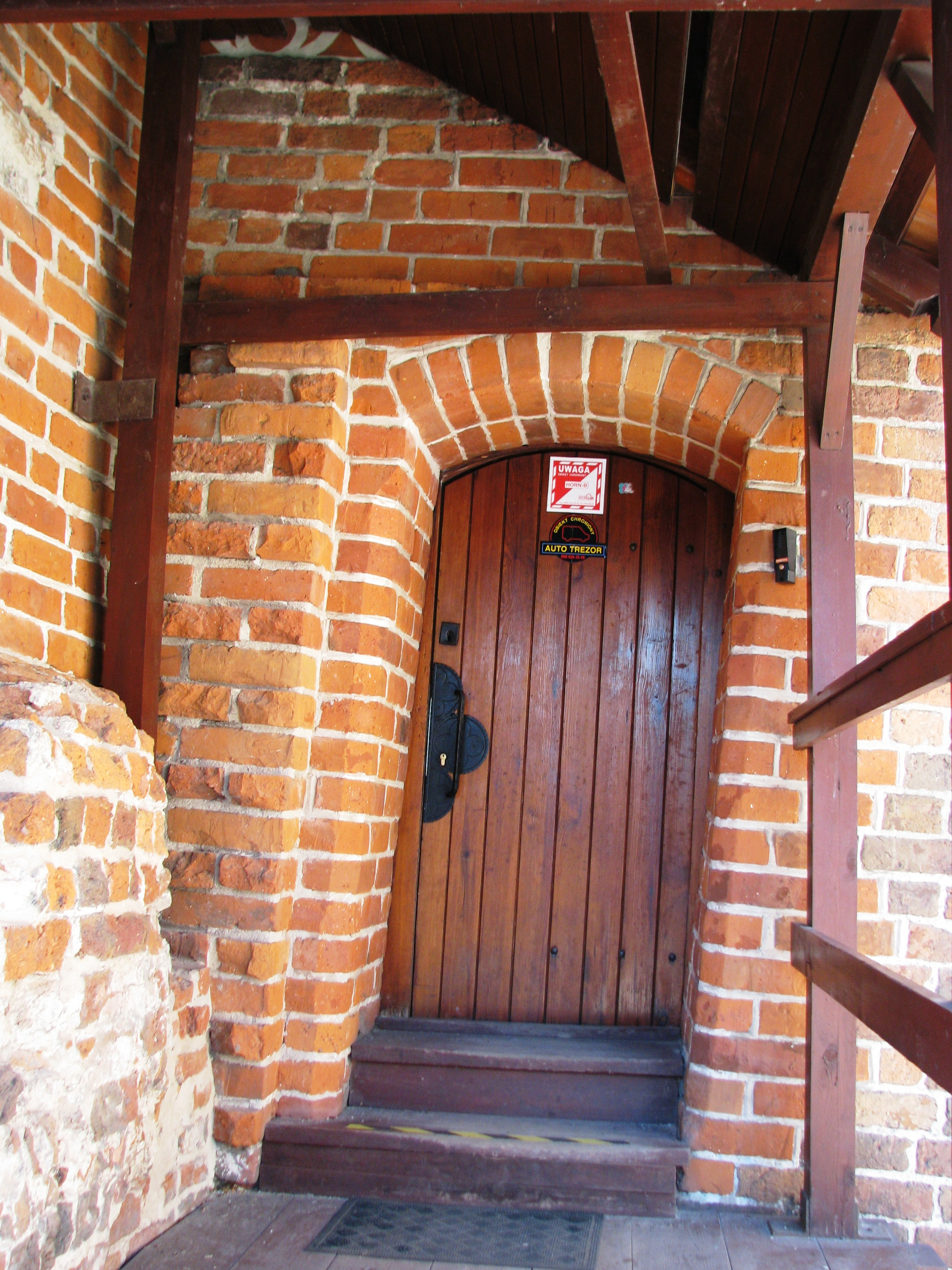
Der Haupteingang
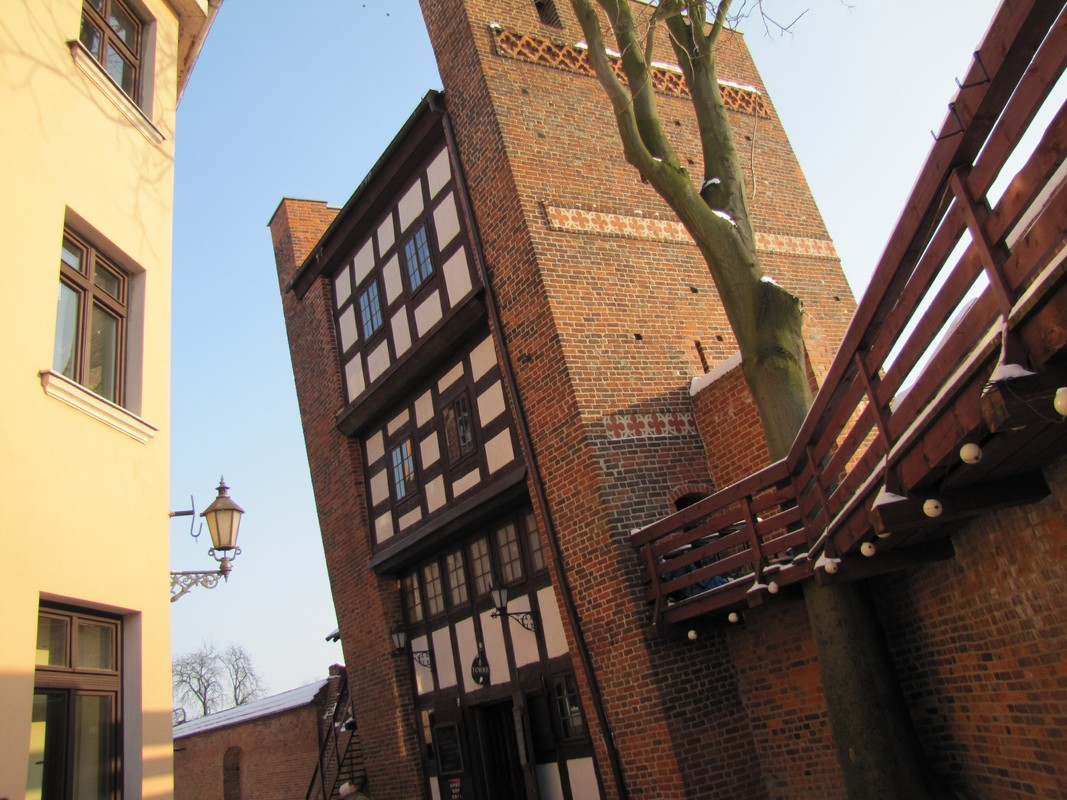
Ansicht Westseite